# Libanon zászlaja

Libanon zászlaja 1918-1943 között

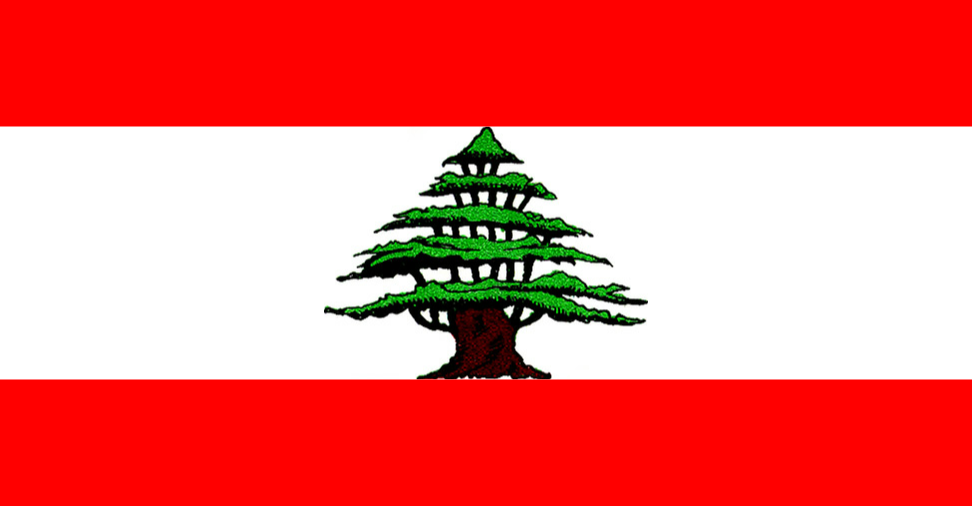
Libanon mai zászlaja 1967

A vörös szín a függetlenségért folytatott küzdelemben hozott áldozatokra utal, a fehér pedig a tisztaságot és a békét jelképezi.
A cédrus a szentség, az örökkévalóság, a béke szimbóluma, illetve a 19. századtól Libanon maronita keresztény közösségének a szimbóluma.